# Grab des Mentuhotep

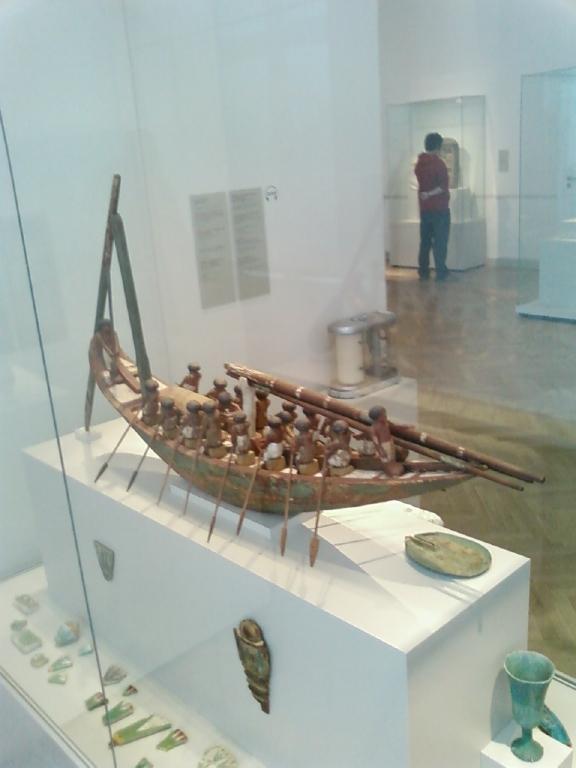
Bootsmodell aus dem Grab

Das Grab des Mentuhotep, eines altägyptischen Beamten zur Zeit der 12. Dynastie (Mittleres Reich), fand sich 1823 in Theben im al-Asasif am Übergang zu Dra Abu el-Naga bei Ausgrabungen des Italieners Giuseppe Passalacqua. Das Grab wurde unberaubt angefunden und ist für die damalige Zeit ausgesprochen gut dokumentiert, da Giuseppe Passalacqua bei der Auffindung des Grabes vor Ort war. Zu dieser Zeit sind Ausgrabungen oftmals nur von Vorarbeitern beaufsichtigt worden, die sich selten für Fundzusammenhänge interessierten und denen es vor allem um die Auffindung „schöner“ Objekte, die an Museen verkauft werden konnten, ging. Giuseppe Passalacqua veranlasste dagegen, dass Zeichnungen zur Fundlage gemacht wurden. Die Funde gelangten später in das Ägyptische Museum Berlin und wurden ausführlich von Georg Steindorff publiziert.
Die Bestattung des Mentuhotep fand sich in einer kleinen Kammer am Boden einen Schachtes. In der Mitte der Kammer standen drei ineinander gestellte Holzsärge, wie sie typisch für das Mittlere Reich sind. Die Särge sind außen mit einer gemalten Palastfassade dekoriert und zeigen auf den Innenseiten Friese mit den Darstellungen von Geräten, Opferlisten, aber auch zahlreiche Sargtexte. Eine Besonderheit ist der äußere Sarg (im Zweiten Weltkrieg verloren). Sein Deckel ist schräg und imitiert dadurch einen Per-wer-Schrein.
Um den Sarg herum fanden sich Modellfiguren aus Holz, wie sie typisch für Bestattungen des frühen Mittleren Reiches sind. Es fanden sich vor allem zwei Modellschiffe und weibliche Opfergabenträgerinnen. Im innersten Sarg fand sich auch eine kleine Holzstatue, die Mentuhotep zeigt. Es fanden sich diverse Keramikgefäße, eine Kopfstütze und zwei Stäbe.
Wenig ist zu Mentuhotep bekannt. Er trug den Titel eines „Hausverwalters“, auch mit „Gütervorsteher“ übersetzt (Jmj-r3-pr). Auf dem mittleren Sarg trägt er den Titel „Vorsteher der Leibeigenen“ (Jmj-r3-mrt). Seine Mutter war eine gewisse Renefanch. Der Stil der Särge und der seiner Statue spricht für eine Datierung unter Sesostris III.